# Nakauvandra River
Nakauvandra River är ett vattendrag i Fiji.   Det ligger i divisionen Västra divisionen, i den norra delen av landet, 90 km norr om huvudstaden Suva. Nakauvandra River ligger på ön Viti Levu.